# Jiří Hlaváček (ekonom)
Jiří Hlaváček (24. října 1947 Plzeň – 30. prosince 2021 Praha) byl český matematik a ekonom.

## Život a dílo
Jiří Hlaváček v roce 1970 absolvoval Matematicko-fyzikální fakultu Univerzity Karlovy. V roce 1974 získal na stejné fakultě titul doktora přírodních věd a na Ekonomickém ústavu ČSAV hodnost kandidáta věd. V roce 1992 se v oboru ekonomie habilitoval a o tři roky později v tomto oboru získal profesuru.
V Ekonomickém ústavu Jiří Hlaváček působil od absolvování vysoké školy až do roku 1990, kdy se stal jedním ze spoluzakladatelů Fakulty sociálních věd Univerzity Karlovy a v roce 1993 pak Institutu ekonomických studií Fakulty sociálních věd Univerzity Karlovy. Jeho koncepce výuky ekonomie, založená i na spolupráci s Matematicko-fyzikální fakultou UK, odlišuje Institut ekonomických studií od jiných ekonomických škol. Byl vedoucím katedry mikroekonomie a matematických metod a na Institutu vyučoval až do roku 2017.
Po roce 1989 zastával Jiří Hlaváček také některé významné veřejné funkce:
- v letech 1991–1999 byl členem vládní Rady pro vědu a výzkum,
- v letech 2002–2005 byl členem Rady vysokých škol a v letech 2006–2010 členem Akademického sněmu Akademie věd České republiky,
- v roce 2009 byl členem oborové rady Centra pro ekonomický výzkum a doktorské studium Univerzity Karlovy (CERGE UK).

Po odborné stránce se zabýval především oblastí mikroekonomie. Je mj. známý jako autor teorie „sebezajišťujícího člověka“ (homo se assecurans), popisující neefektivní chování podniku v centrálně plánované ekonomice, kterou vytvořil a publikoval již na sklonku 80. let. Věnoval se mikroekonomické analýze rizika ekonomického zániku firem a zákonitostí chování s tímto rizikem souvisejícího, v různých typech ekonomického prostředí. Vytvořil také zobecněnou mikroekonomickou teorii, umožňující netradiční pohled na některé nestandardní ekonomické jevy a jejich deskripci (averze k riziku, modelování altruismu a sounáležitosti). 

### Ocenění
Ocenění, která Jiří Hlaváček za své dílo získal:
- v roce 1990 napsal spolu s Josefem Zieleňcem a dalšími spoluautory publikaci Institucionální souvislosti fungování ekonomiky, oceněnou v Ekonomickém ústavu ČSAV cenou za nejlepší teoretickou práci,
- v roce 1999 obdržel za knihu Mikroekonomie sounáležitosti cenu rektora Univerzity Karlovy za nejlepší vědeckou publikaci ve společenských vědách,
- v roce 2010 byl vyznamenán cenou České společnosti ekonomické za dlouhodobý přínos rozvoji českého ekonomického myšlení.

### Publikované práce (výběr)
- Plán, ceny a investice v rozhodování výrobce v centrálně plánované ekonomice. Československá akademie věd. Ekonomický ústav. Praha, 1989 (100 s.)
- Objektivizace informací v plánovacím  dialogu: možnosti a meze. Academia, Praha 1990
- Československo na rozcestí (spoluautor Josef Zieleniec a j.). Archy, Nakladatelství lidových novin, Praha 1990
- Mikroekonomie sounáležitosti se společenstvím (vedoucí kolektivu autorů). Karolinum, Praha 1999, ISBN 80-7184-856-5 (208 s.)
- Multiagentní přístupy v ekonomii, Karolinum, Praha 2006
- Pojištění vkladů: současný stav, srovnání a perspektiva v kontextu EU. Univerzita Karlova v Praze. Fakulta sociálních věd. Centrum pro sociální a ekonomické strategie. Praha, 2006
- Nabídková funkce ve vysokoškolském vzdělávání. Univerzita Karlova v Praze. Fakulta sociálních věd. Centrum pro sociální a ekonomické strategie. Praha, 2006
- Zobecněná mikroekonomie (spoluautor Michal Hlaváček). Karolinum, Praha 2010, ISBN 9788024616858 (210 s.)